# Buffy-Lynne Williams
Buffy-Lynne Williams, född 27 mars 1977, är en kanadensisk roddare som vunnit medaljer i de olympiska sommarspelen 2000, 2004 och 2008. Williams är dotter till den före detta NHL-spelaren Claire Alexander. Hon började med rodd när hon var 17 år.